# 肇周路
肇周路是中華人民共和國上海市黃浦區一條南北-東西走向道路，道路南起徐家匯路-陸家浜路，東至西藏南路，道路全长917米，宽11.2至24.5米，车行道宽7至17.4米。道路原址是肇嘉浜、周泾的一部分。清朝光绪三十四年（1908年），肇嘉浜、周泾的一部分被填埋並修建道路，道路的名稱也是來自於肇嘉浜、周泾。中華民国3年（1914年），道路改名蓝维霭路（Route du Capitaine Rabier），路名來自於上海法租界巡捕总监。中華民国32年（1943年）改名為安徽路。中華民国35年（1946年）恢復肇周路舊名。